# Eduard Hirnschrodt senior
Eduard Hirnschrodt sen. (* 1875 in Urfahr bei Linz; † 1933 Regensburg) war ein österreichisch-deutscher Orgelbauer.

## Leben
Eduard Hirnschrodt wurde 1875 in Urfahr bei Linz geboren. Er absolvierte eine Orgelbauerausbildung bei  Karl und Hans Mauracher. Er ging nach zehnjähriger Tätigkeit in Österreich und Ungarn nach Deutschland und arbeitete bei den damals fortschrittlichsten Orgelbaufirmen  Späth,  Walcker und  Hammer. 1904 kam er nach Regensburg zur Firma  Binder, bei der er ab 1912 als  Intonateur wirkte. 1925 gründete er mit seinem gleichnamigen Sohn, Eduard Hirnschrodt, die Firma Hirnschrodt & Sohn. Der Sohn führte die Firma nach dem Tod des Vaters weiter.